# Quinta do Monte d’Oiro
Quinta do Monte d’Oiro é um local de produção de vinhos, reconhecido desde o século XVII como referência entre as propriedades produtoras.
Desde 1997 está sob a propriedade de José e Francisco Bentos dos Santos.

## Produtos
Os rótulos que actualmente constituem o portfólio da Quinta do Monte d’Oiro são o Madrigal (branco, da casta Viognier), os tintos QMdO Reserva (96% Syrah e 4% Viognier), Aurius (uma assemblage de Touriga Nacional com Syrah e Petit Verdot), Têmpera (Tinta Roriz), Vinha da Nora (Syrah), Lybra (90% Syrah e 10% Tinta Roriz) e ainda o Clarete (rosé). Em 2006 foi lançado o primeiro vinho resultante de uma selecção parcelar, o Selecção Syrah, e em anos excepcionais podem produzir-se "Homenagens" ou "Vindimas”, tal como aconteceu em 1999 com o Homenagem a António Carqueijeiro (94% Syrah e 6% Viognier) e em 2003 com o Vindima de 7 de Outubro (Viognier), que pretendem ser os êxtases enológicos da Quinta.